# Parangina
Parangina is een bestuurslaag in het regentschap Bima van de provincie West-Nusa Tenggara, Indonesië. Parangina telt 4880 inwoners (volkstelling 2010).